# Trenul de aur (legendă)

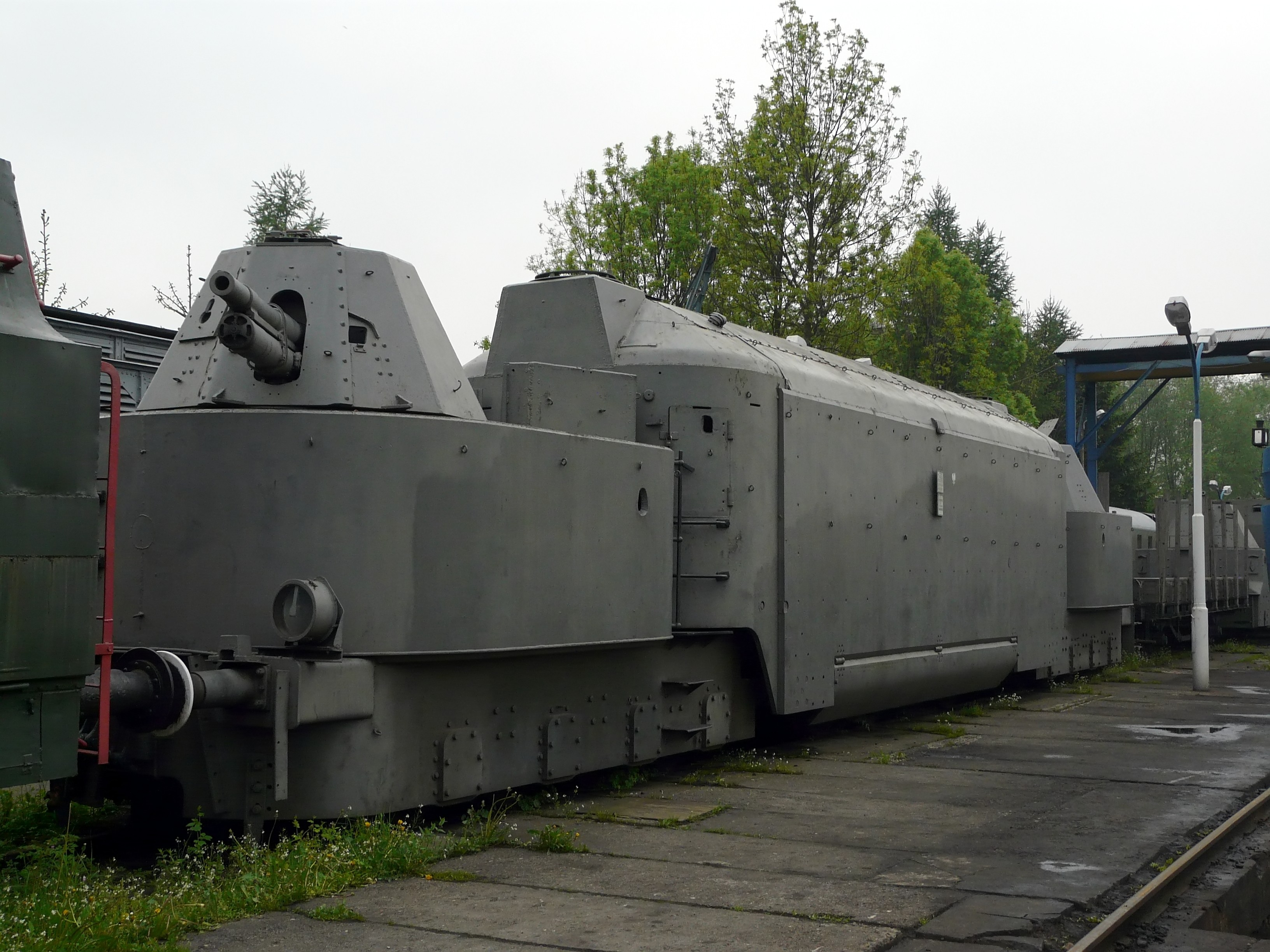
Tren blindat german Panzertriebwagen 16. Potrivit unor relatări, presupusul „tren de aur” ar putea arăta similar

Trenul de aur este un presupus tren al celui de-al Treilea Reich, care între noiembrie 1944 și sfârșitul lunii ianuarie 1945 trebuia să plece de la Wrocław spre Wałbrzych, dar nu a ajuns niciodată la gara din Wałbrzych. Trebuia să conțină aur, obiecte de valoare și opere de artă jefuite de naziști din Polonia și Uniunea Sovietică, precum și arhivele secrete ale celui de-al Treilea Reich. Se presupune că aceste articole au fost duse din Wrocław într-o ascunzătoare necunoscută, probabil în vecinătatea Munților Bufniței (Góry Sowie) sau a Munților Karkonosze. Deși existența sa nu a fost niciodată confirmată, legenda „trenului de aur” a inspirat numeroase căutări.